# Ermita de Nuestra Señora de la Estrella (Toledo)
La ermita de Nuestra Señora de la Estrella de la ciudad española de Toledo fue fundada por la cofradía de igual nombre, que tenía su sede en la vecina iglesia de Santiago del Arrabal. Su construcción se acometió en 1611, con arreglo a trazas de Juan Bautista Monegro, entonces maestro mayor catedralicio. 

## Descripción
Presenta una planta cercana a una cruz griega. Pero, al prolongar la nave y presbiterio, respecto a los brazos del amplio crucero, queda potenciada la axialidad de la edificación, en el sentido del eje longitudinal pies-testero; lo que hace que se pierda la posible idea de planta centralizada, sobre todo al sumar, tras el presbiterio y el citado eje, el camarín de la Virgen. 
Tiene coro, en alto a los pies del templo, que se prolonga en sendas galerías laterales, de escaso desarrollo, y capilla mayor o presbiterio, ligeramente elevado respecto al crucero, que es ancho pero de brazos cortos. Tras el presbiterio se dispone una estancia cuadrangular, el camarín de la Virgen, cuyo acceso se efectúa desde la sacristía. El tramo a los pies de la ermita y los brazos del crucero presentan bóvedas de medio cañón con lunetos; también en medio cañón, pero sin lunetos, se dispone como cubierta del presbiterio. Sobre el tramo central del crucero se levanta una cúpula sobre pechinas, fajeada y ciega. Todo el interior está jaharrado, y los elementos de articulación vertical son pilastras toscanas, sobre las que corre el entablamento. El camarín, por su parte, tiene una cubierta cupuliforme de superficie avenerada. 
Al exterior, sobre el zócalo de piedra, se disponen los paramentos realizados en aparejo mixto de ladrillo-mampostería. La cúpula no trasdosa su curvatura, y los perfiles son rectilíneos, delimitando volúmenes acusadamente cúbicos. Las cubiertas, marcando aguas, son de tejas curvas. 
La actual portada de la ermita es de realización más tardía que el templo; se construyó hacia mediados del siglo XVII por el maestro de cantería toledano Juan de la Fuente, siguiendo un esquema de portada-retablo, cercano al estilo del citado Juan Bautista Monegro. 